# Flash Fiber

ROE Flash Fiber

Flash Fiber S.r.l. è stata un'azienda italiana attiva nel settore delle telecomunicazioni per realizzare o completare reti in fibra ottica FTTH.
Ad aprile 2021 ha cessato le proprie attività per effetto della fusione per incorporazione nella nuova società FiberCop S.p.A.

## Storia
Nel 2016 nasce Flash Fiber, una joint venture controllata all’80% da Telecom Italia e per il restante 20% da Fastweb, costituita con l’obiettivo di accelerare la realizzazione delle infrastrutture a banda ultralarga. In particolare, in base all’accordo di Coinvestimento, Flash Fiber ha come scopo la realizzazione in 29 città di reti in fibra ottica in architettura FTTH (Fiber-to-the-home).
A marzo 2020 TIM (ex Telecom Italia) crea una nuova società wholesale denominata FiberCop, in cui farà confluire la rete secondaria in fibra e rame, dai cabinet fino a casa, e KKR ne acquisirà una quota del 40% pari a 1,8 miliardi sulla base di un enterprise value di 7,5 miliardi.
Successivamente, ad agosto 2020, Fastweb entra in FiberCop cedendo la sua quota in Flash Fiber.
Ad aprile 2021, Flash Fiber cessa definitivamente le proprie attività a favore della nuova società FiberCop, gestita da TIM (58%), KKR (37,5%) e Fastweb (4,5%).

## Azionariato
Flash Fiber S.r.l. era partecipata all'80% da Telecom Italia S.p.A. e al 20% da Fastweb S.p.A.